# Asticta vulcanea
Asticta vulcanea là một loài bướm đêm trong họ Erebidae.